# جو سترون
جو سترون (بالإنجليزية: Joe Strawn)‏ (مواليد 25 سبتمبر 2003) هو لاعب كرة قدم إنجليزي، يلعب في نادي بلاكبول كلاعب خط وسط.